# 诺德
诺德（Noord）是荷兰王国在加勒比海构成国阿鲁巴西北海岸的一个城镇和区。该镇因低层或高层酒店、饭店、海滩、购物中心、加利福尼亚灯塔和其他引人注目的地点而著名。2020年人口24,193人。
诺德的著名景点包括阿尔托维斯塔教堂、加利福尼亚灯塔和阿拉希海滩。

## 著名人物
- 让-马克·安特辛（英语：Jean-Marc Antersijn）（1996-），足球运动员。[2]
- 奥尔加·奥曼（英语：Olga Orman）（1943-2021），作家、诗人和故事员。[3]
- 西德尼·蓬松（英语：Sidney Ponson）（1976-），美国职业棒球大联盟投手。[4]